# Harn-Indikan
Harn-Indikan ist eine chemische Verbindung und das Kaliumsalz der Indoxylschwefelsäure. Die freie Säure ist instabil. Es wird häufig mit Pflanzenindican verwechselt.

## Geschichte
Die Verwechslung mit dem Pflanzen-Indikan beruht auf einer frühen Form der medizinischen Diagnostik, der sogenannten Harnschau, bei der die Farbe des Urins zu diagnostischen Zwecken herangezogen wurde. Dabei wurde auf die manchmal vorkommende Grün- bis Blaufärbung des Urins geachtet, die heute im Extremfall als Purple urine bag syndrome (PUBS) bezeichnet wird und insbesondere bei älteren katheterisierten Frauen auftritt. Diese rührt zwar auch vom Farbstoff Indigo her, dieser entsteht aber eben nicht aus dem Pflanzen-Indikan. Den Unterschied zwischen Pflanzen-Indikan und Harn-Indikan entdeckte 1863 der deutsche Biochemiker Felix Hoppe-Seyler. Ein Nachweisverfahren für Harnindikan wurde als Obermayer-Test bekannt, nach dem österreichischen Internisten Friedrich Obermayer (1861–1925). Dabei reagiert das Harn-Indikan mit einer Blaufärbung (Bildung von Indigo) nach Zusatz einer Lösung von Eisen(III)-chlorid in rauchender Salzsäure (Obermayer-Reagenz) zum Harn. Nachdem der Erfinder der „künstlichen Niere“ für nierenkranke Menschen, Georg Haas, sich 1916 in Gießen mit seiner Arbeit Der Indikangehalt des menschlichen Blutes unter normalen und pathologischen Zuständen für Innere Medizin habilitiert hatte, wurde die Haas-Jollesche Reagenzglasprobe entwickelt, eine kolorimetrische Methode zur quantitativen Bestimmung von Indikan im Blutserum von an Nierenentzündung leidenden Patienten.

## Biosynthese
Das Harn-Indikan entsteht durch mikrobiellen Abbau der essentiellen Aminosäure Tryptophan im Verdauungskanal des Menschen, dabei entsteht unter anderem Indol. Dieses wird anschließend in der Leber zu Indoxyl oxidiert, zur Entgiftung mit Sulfat verestert und als Harn-Indikan über den Urin ausgeschieden.

## Medizinische Bedeutung
Erhöhte Indikanwerte im Blut (> 0,2 mg pro 100 ml im Serum) bezeichnet man als Indikanämie, diese findet sich beim Hartnup-Syndrom, Urämie, Ileus, Niereninsuffizienz, Darmfäulnis. Kommt es infolge der Indikanämie zu einer Ausscheidung von Indikan über den Urin, wird dies als Indikanurie bezeichnet. Dieser kann sich bei Kontakt mit Sauerstoff grünlich-bläulich verfärben, was zum Beispiel bei dem Blaue-Windeln-Syndrom (blue diaper syndrome), einer meist angeborene Tryptophanmalabsorption der Fall ist. Bei sehr hohen Indikan-Werten im Blut kann es sogar zur Indigurie kommen, der Ausscheidung von Indigo über den Urin.
Die Indikanausscheidung ist abhängig von der Zufuhr von Eiweißen, und ist bei einigen Erkrankungen erhöht. Die physiologische Indikanausscheidung über die Nieren liegt bei 5 bis 20 mg pro Tag. Vermehrte Ausscheidung von Indikan liegt vor, wenn über den Urin mehr als 20 mg Indikan in 24 Stunden ausgeschieden wird.
Der Naturheilkundler Peter J. D’Adamo versucht über den Harn-Indikan Rückschlüsse auf die Verdauung des Patienten zu ziehen und daraus pseudowissenschaftliche Empfehlungen für eine von ihm entwickelte Blutgruppendiät abzuleiten.

## Eigenschaften
Harn-Indikan ist ein weißer bis beiger Feststoff, der löslich in Wasser ist.